# Краузе, Том
Том Гуннар Краузе (фин. Tom Gunnar Krause, 5 июля 1934, Хельсинки, Финляндия — 6 декабря 2013, Гамбург, Германия) — финский оперный певец, бас-баритон, каммерзенгер (1967). Один из самых успешных оперных исполнителей Финляндии.

## Биография
Том Краузе родился в Хельсинки, в студенческие годы пел и играл на гитаре в джазовом ансамбле. В 1956 году завершил образование по медицинской специальности, однако оставил медицину ради серьезных занятий пением в Венском университете музыки. Дебютировал в Немецкой опере в Берлине в партии Эскамильо («Кармен» Ж. Бизе) в 1959 и скоро стал популярен в Германии и Скандинавии. Был зачислен в штат Гамбургской оперы, где преимущественно пел в операх В. А. Моцарта, Дж. Верди и Р. Вагнера, выступал и в постановках редко исполняемых оперы Дж. Россини «Пробный камень» и оратории Ф. Генделя «Иеффай». В качестве приглашённого солиста выступал в Мюнхене, Амстердаме, Брюсселе. В 1962 году дебютировал на Байройтском фестивале в роли герольда в опере Вагнера «Лоэнгрин».
Дебют Тома Краузе в Англии состоялся в 1963 году на Глайндборнском фестивале в роли Графа в «Каприччио» Р. Штрауса. Бриттен лично выбрал певца для исполнения американской премьеры «Военного реквиема» на фестивале Тэнглвуд, специально для него Сэмюэл Барбер написал ораторию «Влюблённые» (The Lovers). В Гамбурге Краузе участвовал в премьерных спектаклях «Золотое руно» Э. Кшенека и «Гамлет» Х. Сирла.
В Метрополитен-опера Краузе впервые выступил в 1967 году, в роли Графа в «Свадьбе Фигаро» Моцарта и был награждён овациями. С 1967 по 1973 годы Краузе участвовал в 48 постановках Метрополитен-опера.
С 1968 года Краузе регулярно появляется на Зальцбургском фестивале, в частности, в роли Дона Жуана и Гульельмо («Дон Жуан» и «Так поступают все» Моцарта). 1973 год в творчестве певца был отмечен дебютами в Парижской опере, Ковент-гардене и Ла Скала.
В репертуаре Тома Краузе более 50 ролей, в их числе ведущие баритоновые партии в таких операх как «Любовный напиток» и «Дон Паскуале» Г. Доницетти, «Травиата» и «Риголетто» Дж. Верди, «Фиделио» Л. Бетховена, «Тангейзер» и «Тристан и Изольда» Вагнера, «Богема» Дж. Пуччини, «Фауст» Ш. Гуно. Том Краузе обладал широким актёрским и вокальным диапазоном, в его репертуаре сочетались партии Родриго (баритон) и короля Филиппа (бас) (оба персонажа из оперы Верди «Дон Карлос»).
Краузе известен как исполнитель немецких песен (Lieder), а также песен Мусоргского, Сибелиуса, Малера.
Том Краузе имеет обширную диско- и видеографию (более 80 записей), в том числе широко известное полное собрание песен Сибелиуса.
В 1989—1990 Краузе был профессором Академии имени Сибелиуса, в 1994—200 — профессором Гамбургской высшей школы музыки по классу сольного пения, вёл многочисленные мастер-классы в Финляндии. За педагогический труд и вклад в развитие музыки Том Краузе награждён Орденом Льва Финляндии, Академия имени Сибелиуса наградила его медалью Сибелиуса.
Том Краузе умер в декабре 2013 года в Гамбурге после непродолжительной болезни.